# Liste der Ortschaften im Bezirk Steyr-Land
Die Liste der Ortschaften im Bezirk Steyr-Land enthält die Gemeinden und ihre zugehörigen Ortschaften im oberösterreichischen Bezirk Steyr-Land.
- Adlwang

- Aschach an der Steyr (1704)
  - Haagen (139)
  - Mitteregg (104)
  - Saaß (326)

- Bad Hall

- Dietach (1459)
  - Dietachdorf (1359)
  - Stadlkirchen (312)
  - Thann (177)
  - Winkling (125)

- Gaflenz (765)
  - Breitenau (51)
  - Großgschnaidt (101)
  - Kleingschnaidt (93)
  - Lindau (136)
  - Neudorf (368)
  - Oberland (194)
  - Pettendorf (262)

- Garsten (2206)
  - Buchholz (226)
  - Christkindl (539)
  - Garsten Nord (511)
  - Kraxental (231)
  - Lahrndorf (484)
  - Mühlbach (326)
  - Mühlbachgraben (50)
  - Oberdambach (163)
  - Pergern (140)
  - Pesendorf (361)
  - Rosenegg (125)
  - Saaß (415)
  - Sand (109)
  - Sarning (134)
  - Schwaming (77)
  - Sonnberg (42)
  - Tinsting (49)
  - Unterdambach (442)
  - Unterlaussa (20)

- Großraming (1079)
  - Brunnbach (76)
  - Hintstein (209)
  - Lumplgraben (655)
  - Neustiftgraben (245)
  - Oberplaißa (55)
  - Pechgraben (240)
  - Rodelsbach (75)

- Laussa

- Losenstein

- Maria Neustift

- Pfarrkirchen bei Bad Hall (906)
  - Feyregg (881)
  - Möderndorf (196)
  - Mühlgrub (356)

- Reichraming (1013)
  - Arzberg (666)

- Rohr im Kremstal (1269)
  - Brandstatt (22)
  - Fierling (32)
  - Furtberg (4)
  - Haselberg (55)
  - Krottendorf (35)
  - Oberrohr (90)

- St. Ulrich bei Steyr (1621)
  - Ebersegg (125)
  - Gmain (28)
  - Kleinraming (551)
  - Kohlergraben (102)
  - Unterwald (788)

- Schiedlberg (466)
  - Droißendorf (88)
  - Goldberg (127)
  - Hilbern (174)
  - Matzelsdorf (86)
  - Thanstetten (369)

- Sierning (4250)
  - Neuzeug (5537)

- Ternberg

- Waldneukirchen (1177)
  - Eggmair (167)
  - Furtberg (13)
  - Großmengersdorf (86)
  - Pesendorf (203)
  - Sankt Nikola (331)
  - Steinersdorf (239)

- Weyer
  - Kleinreifling
  - Unterlaussa

- Wolfern (2577)
  - Losensteinleiten (565)
  - Maria Laah (242)